# 민준기 (영화 감독)
민준기(1968년 2월 19일 ~ )는 대한민국의 영화 감독이다. 2005년 영화 천군의 각본과 감독을 맡았다.

## 참여 작품
- 천군 (영화)(2005) - 마다시역, 각본/감독
- 기담전설(2008) - 감독
- 무인도의 남과 여(1992) - 조연출